# Жипхеген
Жипхеген (бур. Жэбхээhэн) — железнодорожная станция (населённый пункт) в Хилокском районе Забайкальского края России. Административный центр и единственный населённый пункт Сельского поселения «Жипхегенское».

## География
Станция находится в западной части района, на правом берегу реки Хилок, вблизи места впадения в неё реки Жипхеген, на расстоянии примерно 20 километров (по прямой) к северо-западу от города Хилок. Абсолютная высота — 787 метра над уровнем моря. Через станцию проходит железнодорожная линия Петровск-Забайкальский — Хилок ЗабЖД, к югу от села — автотрасса Р258.
Климат
Климат характеризуется как резко континентальный, с продолжительной морозной зимой и коротким тёплым летом. Среднегодовая температура воздуха составляет −4,2 °С. Средняя многолетняя температура самого холодного месяца (января) составляет −27 — −25 °С (абсолютный минимум — −52 °С), температура самого тёплого (июля) — 16 — 17 °С (абсолютный максимум — 39 °С). Среднегодовое количество осадков — 439 мм.
Часовой пояс
Станция Жипхеген находится в часовой зоне МСК+6. Смещение применяемого времени относительно UTC составляет +9:00.

## История
Населённый пункт возник в 1906 году при разъезде Забайкальской железной дороги.

## Население
| 2010  | 2013  | 2014  | 2015  | 2016  | 2017  | 2018  |
| ----- | ----- | ----- | ----- | ----- | ----- | ----- |
| 1286  | ↘1284 | ↗1288 | ↘1263 | ↘1243 | ↘1210 | ↘1187 |
| 2019  | 2020  | 2021  |       |       |       |       |
| ↘1155 | ↘1138 | ↘1076 |       |       |       |       |

Половой состав
По данным Всероссийской переписи населения 2010 года в гендерной структуре населения мужчины составляли 47,7 %, женщины — соответственно 52,3 %.
Национальный состав
Согласно результатам переписи 2002 года, в национальной структуре населения русские составляли 99 % из 1332 чел.